# British Academy Film Awards 2008
Die 61. British Academy Film Awards fanden am 10. Februar 2008 im Royal Opera House in London statt. Die Nominierungen – mit Ausnahme des Nachwuchspreises Orange Rising Star Award und der Nominierten für den besten nicht-englischsprachigen Film – wurden am 16. Januar 2008 bekanntgegeben. Favorit war mit 14 Nominierungen das bereits mit dem Golden Globe Award prämierte Drama Abbitte. Der Oscar-nominierte Film des britischen Regisseurs Joe Wright setzte sich als bester Film des Jahres und in der Kategorie Bestes Szenenbild durch, während Shane Meadows’ Sozialdrama This Is England als bester britischer Film triumphierte.
Zum erfolgreichsten Film des Abends avancierte Olivier Dahans Edith-Piaf-Biografie La vie en rose. Die französische Kinoproduktion erhielt vier Auszeichnungen, neben drei technischen Kategorien war auch die Golden-Globe-Gewinnerin und ebenfalls für den Academy Award nominierte Hauptdarstellerin Marion Cotillard erfolgreich. Sie erhielt unter anderem gegenüber der mitfavorisierten Britin Julie Christie (An ihrer Seite) den Vorzug. Drei Auszeichnungen gewann Ethan und Joel Coens No Country for Old Men. Der US-amerikanische Thriller, der die US-amerikanische Filmpreissaison dominierte, erhielt unter anderem den Zuschlag für den Regie- und den Nebendarstellerpreis (Javier Bardem). Als bester Hauptdarsteller setzte sich der vielfach ausgezeichnete britisch-irische Schauspieler Daniel Day-Lewis (There Will Be Blood) unter anderem gegen den postum nominierten Ulrich Mühe (Das Leben der Anderen) durch, beste Nebendarstellerin wurde die Britin Tilda Swinton (Michael Clayton). Als beste fremdsprachige Filmproduktion wurde der letztjährige deutsche Oscar-Preisträger Das Leben der Anderen von Florian Henckel von Donnersmarck gekürt.
| Film                                                       | N  | A |
| ---------------------------------------------------------- | -- | - |
| Abbitte                                                    | 14 | 2 |
| No Country for Old Men                                     | 9  | 3 |
| There Will Be Blood                                        | 9  | 1 |
| La vie en rose                                             | 7  | 4 |
| Das Bourne Ultimatum                                       | 6  | 2 |
| American Gangster                                          | 5  | 0 |
| Michael Clayton                                            | 5  | 1 |
| Das Leben der Anderen                                      | 5  | 1 |
| Elizabeth – Das goldene Königreich                         | 4  | 0 |
| Control                                                    | 3  | 1 |
| Drachenläufer                                              | 3  | 0 |
| Gefahr und Begierde                                        | 2  | 0 |
| Harry Potter und der Orden des Phönix                      | 2  | 0 |
| Juno                                                       | 2  | 1 |
| Schmetterling und Taucherglocke                            | 2  | 1 |
| Sweeney Todd – Der teuflische Barbier aus der Fleet Street | 2  | 0 |
| This Is England                                            | 2  | 1 |
| Tödliche Versprechen – Eastern Promises                    | 2  | 0 |

## Preisträger und Nominierungen

### Bester Film
Abbitte (Atonement) – Tim Bevan, Eric Fellner, Paul Webster
American Gangster – Brian Grazer, Ridley Scott
Das Leben der Anderen – Quirin Berg, Max Wiedemann
No Country for Old Men – Scott Rudin, Ethan und Joel Coen
There Will Be Blood – JoAnne Sellar, Paul Thomas Anderson, Daniel Lupi

### Bester britischer Film
This Is England – Mark Herbert, Shane Meadows
Abbitte (Atonement) – Tim Bevan, Eric Fellner, Paul Webster, Joe Wright, Christopher Hampton
Das Bourne Ultimatum – Frank Marshall, Patrick Crowley, Paul L. Sandberg, Paul Greengrass, Tony Gilroy, Scott Z. Burns, George Nolfi
Control – Orian Williams, Todd Eckert, Anton Corbijn, Matt Greenhalgh
Tödliche Versprechen – Eastern Promises (Eastern Promises) – Paul Webster, Robert Lantos, David Cronenberg, Steven Knight

### Beste Regie (David Lean Award)
Ethan und Joel Coen – No Country for Old Men
Paul Thomas Anderson – There Will Be Blood
Paul Greengrass – Das Bourne Ultimatum (The Bourne Ultimatum)
Florian Henckel von Donnersmarck – Das Leben der Anderen
Joe Wright – Abbitte (Atonement)

### Bester Hauptdarsteller
Daniel Day-Lewis – There Will Be Blood
George Clooney – Michael Clayton
James McAvoy – Abbitte (Atonement)
Viggo Mortensen – Tödliche Versprechen – Eastern Promises (Eastern Promises)
Ulrich Mühe – Das Leben der Anderen

### Beste Hauptdarstellerin
Marion Cotillard – La vie en rose (La Môme)
Cate Blanchett – Elizabeth – Das goldene Königreich (Elizabeth: The Golden Age)
Julie Christie – An ihrer Seite (Away from Her)
Keira Knightley – Abbitte (Atonement)
Elliot Page * – Juno

### Bester Nebendarsteller
Javier Bardem – No Country for Old Men
Paul Dano – There Will Be Blood
Philip Seymour Hoffman – Der Krieg des Charlie Wilson (Charlie Wilson’s War)
Tommy Lee Jones – No Country for Old Men
Tom Wilkinson – Michael Clayton

### Beste Nebendarstellerin
Tilda Swinton – Michael Clayton
Cate Blanchett – I’m Not There
Kelly Macdonald – No Country for Old Men
Samantha Morton – Control
Saoirse Ronan – Abbitte (Atonement)

### Beste darstellerische Nachwuchsleistung(Orange Rising Star Award)
Shia LaBeouf
Sienna Miller
Elliot Page *
Sam Riley
Tang Wei

### Bestes adaptiertes Drehbuch
Ronald Harwood – Schmetterling und Taucherglocke (The Diving Bell and the Butterfly)
Paul Thomas Anderson – There Will Be Blood
David Benioff – Drachenläufer (The Kite Runner)
Ethan und Joel Coen – No Country for Old Men
Christopher Hampton – Abbitte (Atonement)

### Bestes Original-Drehbuch
Diablo Cody – Juno
Tony Gilroy – Michael Clayton
Florian Henckel von Donnersmarck – Das Leben der Anderen
Shane Meadows – This Is England
Steven Zaillian – American Gangster

### Beste Filmmusik (Anthony Asquith Award)
Christopher Gunning – La vie en rose (La Môme)
Jonny Greenwood – There Will Be Blood
Alberto Iglesias – Drachenläufer (The Kite Runner)
Dario Marianelli – Abbitte (Atonement)
Marc Streitenfeld – American Gangster

### Beste Kamera
Roger Deakins – No Country for Old Men
Robert Elswit – There Will Be Blood
Seamus McGarvey – Abbitte (Atonement)
Harris Savides – American Gangster
Oliver Wood – Das Bourne Ultimatum (The Bourne Ultimatum)

### Bester Ton
Kirk Francis, Per Hallberg, Karen Baker Landers, Scott Millan, Dave Parker – Das Bourne Ultimatum (The Bourne Ultimatum)
Craig Berkey, Peter F. Kurland, Skip Lievsay, Greg Orloff – No Country for Old Men
Marc Doisne, Jean-Paul Hurier, Pascal Villard, Laurent Zeilig – La vie en rose (La Môme)
Paul Hamblin, Danny Hambrook, Catherine Hodgson – Abbitte (Atonement)
Tom Johnson, John Pritchett, Christopher Scarabosio, Michael Semanick, Matthew Wood – There Will Be Blood

### Beste Kostüme
Marit Allen – La vie en rose (La Môme)
Colleen Atwood – Sweeney Todd – Der teuflische Barbier aus der Fleet Street (Sweeney Todd: The Demon Barber of Fleet Street)
Alexandra Byrne – Elizabeth – Das goldene Königreich (Elizabeth: The Golden Age)
Jacqueline Durran – Abbitte (Atonement)
Pan Lai – Gefahr und Begierde (色，戒, Sè, jiè)

### Beste Maske
Jan Archibald, Didier Lavergne – La vie en rose (La Môme)
Judi Cooper Sealy, Jordan Samuel – Hairspray
Peter Owen, Ivana Primorac – Sweeney Todd – Der teuflische Barbier aus der Fleet Street (Sweeney Todd: The Demon Barber of Fleet Street)
Ivana Primorac – Abbitte (Atonement)
Jenny Shircore – Elizabeth – Das goldene Königreich (Elizabeth: The Golden Age)

### Bestes Szenenbild
Sarah Greenwood, Katie Spencer – Abbitte (Atonement)
Stuart Craig, Stephenie McMillan – Harry Potter und der Orden des Phönix (Harry Potter and the Order of the Phoenix)
Guy Hendrix Dyas, Richard Roberts – Elizabeth – Das goldene Königreich (Elizabeth: The Golden Age)
Jim Erickson, Jack Fisk – There Will Be Blood
Olivier Raoux – La vie en rose (La Môme)

### Bester Schnitt
Christopher Rouse – Das Bourne Ultimatum (The Bourne Ultimatum)
John Gilroy – Michael Clayton
Roderick Jaynes – No Country for Old Men
Pietro Scalia – American Gangster
Paul Tothill – Abbitte (Atonement)

### Beste visuelle Effekte
Michael L. Fink, Ben Morris, Bill Westenhofer, Trevor Wood – Der Goldene Kompass (The Golden Compass)
Tim Burke, Emma Norton, John Richardson, Chris Shaw – Harry Potter und der Orden des Phönix (Harry Potter and the Order of the Phoenix)
Peter Chiang, Mattias Lindahl, Charlie Noble, Joss Williams – Das Bourne Ultimatum (The Bourne Ultimatum)
John Frazier, Charles Gibson, Hal T. Hickel, John Knoll – Pirates of the Caribbean – Am Ende der Welt (Pirates of the Caribbean: At World’s End)
Scott Stokdyk, Spencer Cook, Kee-Suk Ken Hahn, Peter Nofz – Spider-Man 3

### Beste Nachwuchsleistung (Carl Foreman Award)
Matt Greenhalgh (Drehbuch) – Control
Chris Atkins (Regie, Drehbuch) – Taking Liberties
Mia Bays (Produktion) – Scott Walker: 30 Century Man
Sarah Gavron (Regie) – Brick Lane
Andrew Piddington (Regie, Drehbuch) – The Killing of John Lennon

### Bester animierter Spielfilm
Ratatouille – Brad Bird
Die Simpsons – Der Film (The Simpsons Movie) – David Silverman
Shrek der Dritte (Shrek the Third) – Chris Miller

### Bester animierter Kurzfilm
The Pearce Sisters – Jo Allen, Luis Cook
The Crumblegiant – John McCloskey, Pearse Moore
Yours Truly – Ian W. Gouldstone, Osbert Parker, Fiona Pitkin

### Bester Kurzfilm
Dog Altogether – Paddy Considine, Diarmid Scrimshaw
Hesitation – Julien Berlan, Michelle Eastwood, Virginia Gilbert
The One and Only Herb McGwyer Plays Wallis Island – Tom Basden, James Griffiths, Charlie Henderson, Tim Key
Soft – Simon Ellis, Jane Hooks
The Stronger – Dan McCulloch, Frank McGuinness, Lia Williams

### Bester nicht-englischsprachiger Film
Das Leben der Anderen, Deutschland – Quirin Berg, Florian Henckel von Donnersmarck, Max Wiedemann
Drachenläufer (The Kite Runner), USA – Marc Forster, William Horberg, Walter F. Parkes, Rebecca Yeldham
Gefahr und Begierde (色，戒,  Sè, jiè), Hongkong/Taiwan – William Kong. Ang Lee, James Schamus
La vie en rose, (La Môme) Frankreich –  Olivier Dahan, Ilan Goldman
Schmetterling und Taucherglocke (Le scaphandre et le papillon), Frankreich – Kathleen Kennedy, Jon Kilik, Julian Schnabel

## Ehrenpreise

### Academy Fellowship
- Anthony Hopkins – britischer Schauspieler

### Herausragender britischer Beitrag zum Kino (Michael Balcon Award)
(Outstanding British Contribution to Cinema)
- Barry Wilkinson – britischer Filmrequisiteur